# Koliko kapljic, toliko let
»Kolikor kapljic, toliko let« (pogovorno tudi Kol'kor kapljic, tol'ko let ali Kol'k'r kapl'c, tol'ko let) je slovenska ljudska skladba.

## Besedilo
| Besedilo |
| Kol'kor kapljic, tol'ko let Bog nam daj na svet' živet! Živijo, oj živijo, oj živijo, naš svet! Naj bo stara al' pa mlada, vsaka ima fanta rada. Živijo, oj živijo, oj živijo, naš svet! Kdor pa kislo se drži, ta za našo družbo ni! Živijo, oj živijo, oj živijo, naš svet! |